# Maartens moestuin
Maartens moestuin is een tv-programma van de VPRO waarin schrijver Maarten 't Hart de kijker in tien afleveringen meeneemt naar de kleine wereld van zijn moestuin.

## Inhoud van het programma
Maarten 't Hart kweekt al ruim dertig jaar diverse groentesoorten. Het tuinieren leerde hij van zijn vader en grootvader. Hij eet zoveel mogelijk van eigen grond en vindt dat een grote luxe. 
De tien afleveringen gaan over verschillende groenten die gevolgd worden van het zaaien tot het oogsten. Tijdens de uitzending geeft 't Hart informatie over de manier van telen van groente, zoals: van welke ziekten het gewas last heeft, wanneer het geplant en geoogst dient te worden, of het tegen koude kan en mogelijke manieren van bereiden. Daarnaast wordt er gepraat over andere zaken als het tuinieren, zoals een gedicht over de appel.

## Afleveringen
1. Rode kool en appel, 7 april 2014
2. Selderijknol, aardappelen en stoofperen, 14 april 2014
3. Kapucijners en sperziebonen, 21 april 2014
4. Wortel, ui en witte kool, 28 april 2014
5. Bietjes, bloemkool en spitskool, 5 mei 2014
6. Nieuw-Zeelandse spinazie en venkel, 12 mei 2014
7. Tomaten en tuinkruiden, 19 mei 2014
8. Tuinbonen, erwten en bramen, 26 mei 2014
9. Courgette en snijbiet, 2 juni 2014
10. Spruitjes en prei, 9 juni 2014